# Kontrowersja Essjaya

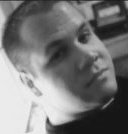
„Essjay”

Kontrowersja Essjaya (ang. Essjay controversy) – wydarzenie z wczesnych lat Wikipedii anglojęzycznej. Ryan Jordan, redaktor Wikipedii, który posługiwał się pseudonimem Essjay, w latach 2005–2007 fałszywie przedstawiał się jako zatrudniony na uniwersytecie profesor religii. W tym okresie został także wybrany przez społeczność Wikipedii na stanowiska administratora i arbitra, i zatrudniony jako jeden z kierowników firmy Wikia. W 2006 r. Essjay udzielił wywiadu dla mediów („The New Yorker”), po czym wzrosło zainteresowanie jego osobą zarówno ze strony mediów, jak i społeczności. Po pewnym czasie wyszło na jaw, że Jordan kłamał na temat swojej pracy i wykształcenia (w rzeczywistości był dwudziestolatkiem i nie ukończył wyższych studiów). Ponieważ Jordan czasami wykorzystywał swoje rzekome bycie ekspertem na uniwersytecie jako argument w niektórych dyskusjach na Wikipedii (zob. argument z autorytetu), incydent doprowadził do krytyki Wikipedii w międzynarodowych mediach, a na samej Wikipedii do krytyki anonimowości użytkowników i spadku zaufania do samozwańczych, anonimowych ekspertów w społeczności Wikipedii.

## Historia
W lipcu 2006 czasopismo „The New Yorker” opublikowało napisany przez Stacy Schiff artykuł o Wikipedii. Eksperci, wśród których zasiadał dyrektor Encyclopaedia Britannica, Jorga Cauz, jak też Jimmy Wales, wyrazili swoje opinie na temat przyszłości projektu. Cauz twierdził, że Wikipedii grozi „spadek w kierunku niezdarnej, miernej masy nierównych, nieodpowiedzialnie stworzonych i w wielu przypadkach niedających się odczytać haseł”. Stwierdził też, że względem Britanniki Wikipedia jest tym, czym program Idol jest dla szkoły Juilliard School. Odpowiedzią Walesa było, że nazwałby Britannikę konkurentem, gdyby nie to, że według niego zniknie ona z powierzchni Ziemi w pięć lat.
W opublikowanym w „New Yorkerze” artykule znalazł się również wywiad z jednym z administratorów angielskojęzycznej wersji językowej Wikipedii, znanym pod pseudonimem Essjay, opisanym jako wykładowca teologii. Strona osobista Essjaya w angielskiej Wikipedii prezentowała następujące informacje:

Jestem wykładowcą teologii na prywatnej uczelni wyższej we wschodnich Stanach Zjednoczonych. Uczę teologii zarówno studentów, jak i absolwentów uczelni. Często mnie proszono o ujawnienie nazwy mojej macierzystej uczelni, lecz zdecydowałem tego nie robić; nie jestem pewny konsekwencji takiego działania, wierzę też, że zachowanie anonimowości leży w moim najlepszym interesie.

Essjay twierdził również, że posiada cztery tytuły naukowe: licencjata studiów religioznawczych, magistra religioznawstwa, doktora teologii i doktora prawa kanonicznego. Specjalizował się w edytowaniu artykułów z dziedziny religioznawstwa, w tym pracując nad takimi tematami, jak „rytuały pokutnicze, przeistoczenie, tiara papieska”; kiedyś poproszono go o wydanie wiążącego osądu na temat Marii z Nazaretu. W styczniu 2007 Essjay został zatrudniony jako jeden z kierowników firmy Wikia, prowadzącej usługi hostingowe serwisów typu wiki i założonej przez Jimmy’ego Walesa i Angelę Beesley. W lutym Wales nominował Essjaya na stanowisko jednego z członków Komitetu Arbitrażowego angielskojęzycznej Wikipedii – grupy, w zakresie uprawnień której leży wyrażanie wiążących werdyktów w sporach dotyczących Wikipedii.
Pod koniec lutego 2007 czasopismo „The New Yorker” uaktualniło swój artykuł traktujący o Wikipedii o notatkę mówiącą o odkryciu przez reporterów wydawnictwa, iż prawdziwe nazwisko Essjaya to Ryan Jordan i że jest on dwudziestoczterolatkiem, który opuścił uczelnię w Kentucky bez dyplomu uniwersyteckiego, oraz doświadczenia w nauczaniu. Jimmy Wales początkowo komentował kwestię tożsamości Essjaya następująco: „Uważam to za pseudonim i nie jest to dla mnie problemem”. Larry Sanger, współzałożyciel projektu, skrytykował Walesa za bagatelizowanie problemu. Wales wydał później oświadczenie, w którym napisał, że poprzednio nie miał pełnej świadomości o tym, że „Essjay wykorzystał niewiarygodną tożsamość w dyskusjach merytorycznych”. Dodał, że poprosił Essjaya „o rezygnację ze stanowisk, obejmowanie których pociąga za sobą konieczność posiadania zaufania społeczności [Wikipedii]”.
4 marca Essjay na swojej stronie użytkownika ogłosił swoje odejście, porzucił też swoje stanowisko w Wikii. New Yorker w wydaniu z 19 marca 2007 zamieścił oficjalne przeprosiny skierowane do czasopisma i Stacy Schiff dotyczące nieprawdziwych wypowiedzi Essjaya.

## Konsekwencje
W dyskusji nad przypadkiem Essjaya dziennik „The New York Times” zauważył, że społeczność Wikipedii zareagowała na incydent „zbiorową furią”:

Wydarzenie z Essjayem w roli głównej pozwala zauważyć niebezpieczeństwa leżące w zbiorowych projektach pokroju Wikipedii, u których podstaw leży dobra wiara wyznawana przez wielu współtwórców – często działających anonimowo lub posługujących się wymyślonymi przez samych siebie nazwami użytkownika. Ukazuje ono również przejrzystość procesów zachodzących w Wikipedii – wszystkie wpisy i zmiany są oznaczane i zachowywane, co pozwala czytelnikom na reagowanie na podejrzanie wyglądające stwierdzenia.

Sprawa Essjaya opisywana była szeroko w mediach, włącznie z materiałem w programie „World News with Charles Gibson” telewizji ABC i wiadomości wydanej przez Associated Press 7 marca 2007, podjętej przez ponad sto innych agencji prasowych. Kontrowersja doprowadziła do powstania opinii, że osoby legitymujące się dyplomami wyższych uczelni powinny udowodnić ich posiadanie przed podejmowaniem dyskusji merytorycznych w swojej specjalizacji w Wikipedii. Propozycja ta nie została jednak przyjęta.
Incydent doprowadził do krytyki Wikipedii w międzynarodowych mediach, a na samej Wikipedii – krytyki anonimowości użytkowników i spadku zaufania do samozwańczych, anonimowych ekspertów w społeczności Wikipedii.